# 北海道道593号屈足鹿追線

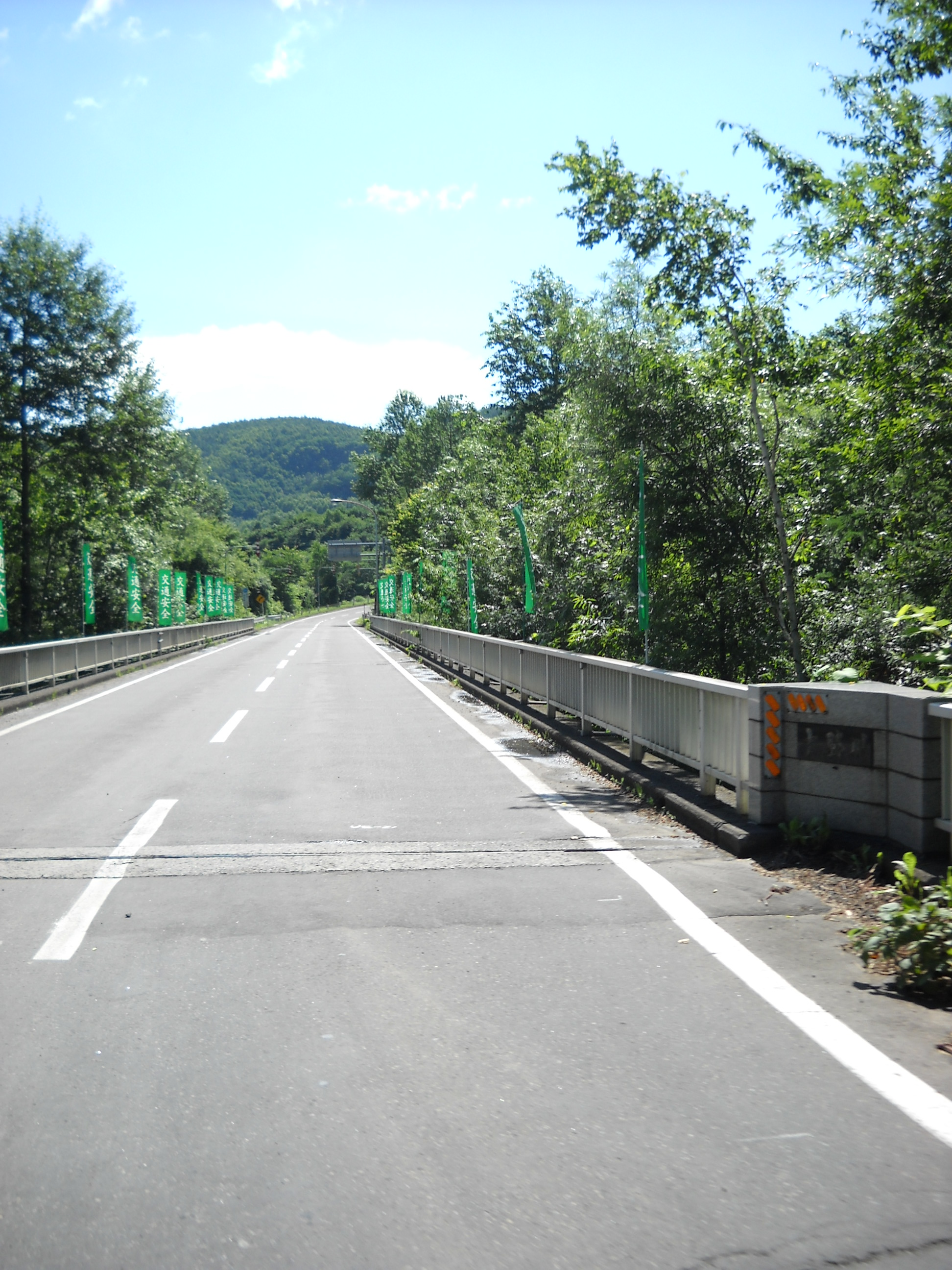
起点の様子（十勝川 岩松橋）

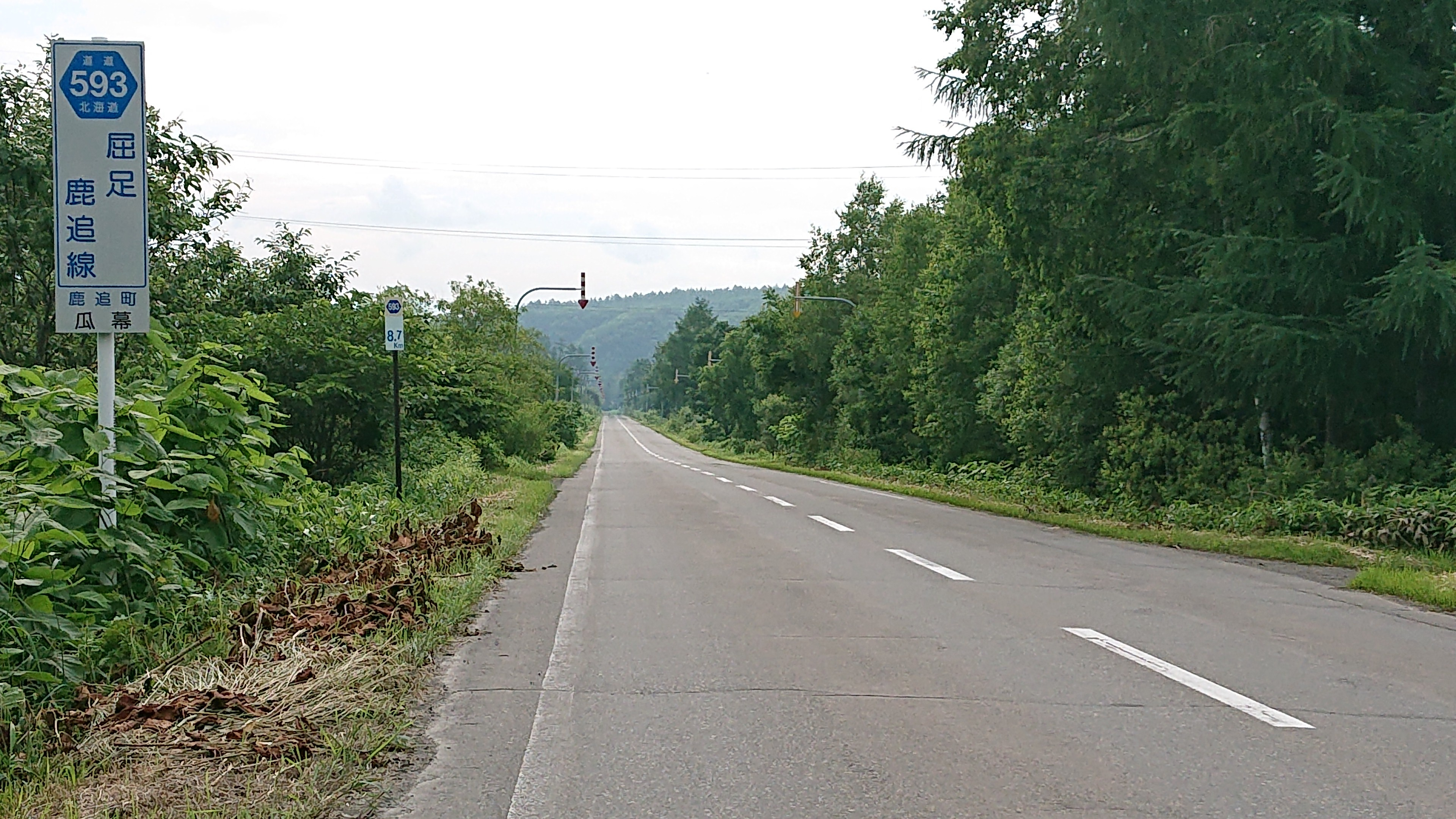
北海道道593号屈足鹿追線（鹿追町瓜幕）

北海道道593号屈足鹿追線（ほっかいどうどう593ごう くったりしかおいせん）は、北海道上川郡新得町と河東郡鹿追町を結ぶ一般道道である。

## 概要

### 路線データ
- 起点：北海道上川郡新得町字屈足（北海道道718号忠別清水線交点）
- 終点：北海道河東郡鹿追町瓜幕西（国道274号交点）
- 総延長：12.196 km
- 実延長：9.508 km
- 重用延長：2.688 km

### 道路管理者
- 十勝総合振興局 帯広建設管理部 鹿追出張所

## 歴史
- 1967年（昭和42年）3月31日 - 路線認定[1]。

## 路線状況

### 重複区間
- 北海道道85号鹿追糠平線（鹿追町瓜幕西）

### 道路施設

#### 主な橋梁
- 岩松橋（90 m、十勝川、新得町字屈足）
- 瓜幕橋（132 m、然別川、鹿追町上幌内 - 鹿追町瓜幕西）

## 地理

### 通過する自治体
- 十勝総合振興局
  - 上川郡新得町
  - 十勝郡鹿追町

### 交差する道路
新得町
- 北海道道718号忠別清水線 - 字屈足（起点）

鹿追町
- 北海道道85号鹿追糠平線 - 瓜幕西（重複）
- 国道274号 -瓜幕西（終点）